# 西北青年会
西北青年会（せいほくせいねんかい）は、連合軍占領下の朝鮮半島南半部（南朝鮮）で活動した極右・反共主義団体。略称は西青。2014年に「再建準備」が取りざたされ当時の大韓民国で物議をかもした。しばしば西北青年団（せいほくせいねんだん）とも呼称されるが、これは正式名称とは一致しない一方、済州島では一般的な呼称になっている。

## 概要

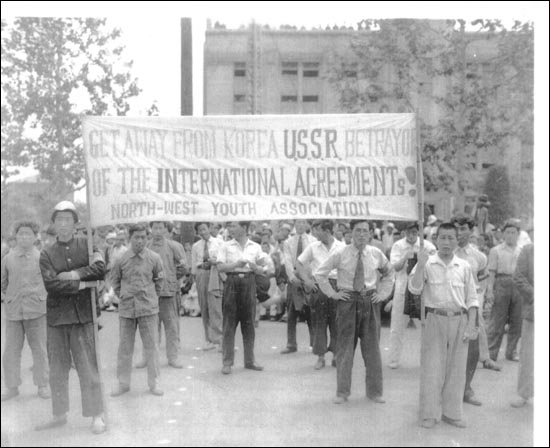
1948年5月31日に 韓国国会の施設（旧京城府民館）前でソ連軍の撤兵を求めてデモ活動を行う西北青年会の会員

日本の降伏後、朝鮮半島は北緯38度線を境に北半部（北朝鮮）はソ連軍、南半部（南朝鮮）は米軍の占領下にそれぞれ置かれた。そのうち、北朝鮮ではソ連軍当局と朝鮮の共産主義勢力によって社会主義化政策が強制的に実施され、農地改革で地主層の土地が強制的に没収されたり、資本家が自己保有する動産・不動産を没収されたりした。そのため、この状況に不満を持つ北側の青年層が南朝鮮へ脱北し、南側で共産主義に敵愾心を持つ（反共）団体が組織されるようになった。これら反共団体のうち、平安青年会、黄海道会青年部、大韓革新青年会、咸北青年会、北鮮青年会、養虎團などが統合し、1946年11月30日に平安道（=西北地方）出身者を中心とする西北青年会が結成された。
米ソ間の対立が冷戦として次第にエスカレートする世界情勢の下、南朝鮮でも米軍軍政庁の施策が反共の色合いを強め、これに反発する左派系団体（南朝鮮労働党等）による大規模な騒擾や事件（大邱10月事件等）が発生するようになった。これを受け、西北西年会は南朝鮮国防警備隊（後の韓国軍）や南朝鮮警察の共産勢力取り締まりに協力し、苛烈な白色テロを行ったとされる。1947年に池青天が反共団体・大同青年団を組織すると、西北青年会は合流派と残留派に分裂し、残留派はそれ以降「李承晩の親衛隊」としての性格を強くする。この頃には、民族主義的な立場の人間であっても「容共的」と見なせば容赦なく攻撃するようになり、1948年からの済州島四・三事件の際に島民虐殺に加わった他、1949年には元会員の安斗煕が朝鮮独立運動で名高い民族主義者の金九を暗殺している。
1948年12月19日以降、西北西年会は政治団体としての活動を停止し、1950年の朝鮮戦争勃発とそれによる社会的混乱の中で忘れ去られていった。だが、2014年にセウォル号沈没事故の政府対応を巡り政治論争が長期化する中、同年9月28日に「西北青年団再建準備委員会」を自任する集団がソウル広場に現れ、西北青年会に改めて注目が集まった。ただし2014年の集団については、その後インターネットやマスメディア等で一切活動が伝えられていない。